# Блувштейн, Александр Абрамович
Александр Абрамович Блувштейн (1910—1984), участник Великой Отечественной войны, командир батальона 5-й гвардейской воздушно-десантной бригады 52-й армии 2-го Украинского фронта,
Герой Советского Союза, гвардии майор (на момент присвоения звания).

## Биография
Родился в г. Кременчуг ныне Полтавской обл. в семье рабочего. Еврей. Член КПСС с 1932. Образование н/среднее. Работал на заводе дорожных машин. В Советской Армии с 1932. В 1937 окончил военно-политическое училище. Участник похода в Западную Белоруссию в 1939. В 1943 окончил курсы военкомов.
С началом Великое Отечественной войны на фронте. При подготовке операции по форсированию Днепра в октябре — ноябре 1943 парашютно-десантный батальон под командой Блувштейна был выброшен в район Канева. Выброска пришлась прямо в гущу вражеских войск, которые немедленно приступили к уничтожению десантников. Но Блувштейн сумел собрать и вывести из-под удара своих солдат и офицеров. Они продвигались к правому берегу Днепра, громя по пути вражеские гарнизоны и коммуникации.
13.11.43 десантники захватили плацдарм на юго-западной окраине с. Свидовок (Черкасский район), окопались, отбили бесчисленные атаки немцев, наглухо прикрыв район наводки мостов через Днепр, обеспечили переправу войск для развития наступления в районе г. Черкассы. Когда же по этим мостам пошли советские танки, Блувштейн посадил на них своих десантников и освободил 11 населённых пунктов. Звание Героя присвоено 24.4.1944.
С весны 1944 года — заместитель командира по политчасти 300-го гвардейского стрелкового полка. 
После окончания Великой Отечественной войны продолжал службу в Советской Армии, оставаясь замполитом 300-го гвардейского стрелкового (затем — парашютно-десантного) полка в Дальневосточном военном округе до 1949 года. В 1953 году окончил Военно-политическую академию им. Ленина. 
С 1958 — в запасе. 
Жил и работал в Киеве. Скончался 20 октября 1984 года.

## Награды
Указом Президиума Верховного Совета СССР от 24 апреля 1944 года за высокое командирское мастерство, мужество и героизм, проявленные в боях в тылу врага гвардии майору Александру Абрамовичу Блувштейну присвоено звание Героя Советского Союза с вручением ордена Ленина и медали «Золотая Звезда» (№ 2729).
Награждён орденом Ленина, двумя орденами Красного Знамени, орденом Отечественной войны 1-й степени, орденом Красной Звезды, медалями.

1942 - Орден Красного Знамени
1944 - Герой Советского Союза (Орден Ленина и медаль «Золотая звезда»)
1944 - Медаль «За боевые заслуги»
1944 - Медаль «За оборону Москвы»
1944 - Медаль «Партизану Отечественной войны» I степени
1945 - Орден Отечественной войны I степени
1945 - Медаль «За победу над Германией в Великой Отечественной войне 1941–1945 гг.»
1948 - Орден Красной Звезды
1955 - Орден Красного Знамени

## Память
На Кременчугском заводе дорожных машин оборудован стенд о его подвиге.  Имя героя увековечено на стеле, установленной на площади Славы в городе Черкассы (Украина).